# Moustafa Madbouly
Moustafa Kamal Madbouly (în arabă egipteană مصطفى كمال مدبولى; n. 28 aprilie 1966, Suhaj, Egipt) este un politician egiptean care ocupă funcția de prim-ministru al Egiptului. A fost numit de președintele Abdel Fattah el-Sisi pentru a-l succeda pe Sherif Ismail, în urma demisiei guvernului acestuia după realegerea lui Sisi. Madbouly a făcut parte și din cabinetul lui Sherif Ismail în calitate de ministru al locuințelor și a deținut pentru scurt timp funcția de prim-ministru interimar.

## Carieră
Madbouly a absolvit Universitatea din Cairo, obținând o diplomă de master în 1988 și un doctorat în 1997, ambele de la Facultatea de Inginerie.

### Centrul Național de Cercetare pentru Locuințe și Construcții
Madbouly și-a început cariera la Centrul Național de Cercetare pentru Locuințe și Construcții (HBRC) al guvernului, devenind director al Institutului de Formare și Studii Urbane din cadrul acestuia.

### Organizația Generală pentru Planificare Fizică
Între septembrie 2009 și noiembrie 2011, Madbouly a fost președintele autorității de planificare urbană, Organizația Generală pentru Planificare Fizică (GOPP), aflată în subordinea Ministerului Locuinței.

### Programul Națiunilor Unite pentru Așezări Umane
Din noiembrie 2012 până în februarie 2014, a fost director regional pentru țările arabe în cadrul Programului Națiunilor Unite pentru Așezări Umane (UN-Habitat).

### Ministru al Locuințelor
În martie 2014, Madbouly a fost numit ministru al locuințelor, utilităților și comunităților urbane, succedându-i lui Ibrahim Mahlab⁠(d), care devenise prim-ministru. Madbouly a rămas în funcție și după numirea lui Sherif Ismail ca prim-ministru în septembrie 2015. În timpul mandatului său, a supervizat Proiectul de Locuințe Sociale (cunoscut și sub numele de Proiectul Milionului de Locuințe).
În calitate de ministru al locuințelor, Madbouly a fost și președinte al mai multor organizații afiliate, inclusiv Autoritatea pentru Noile Comunități Urbane (NUCA), cel mai mare dezvoltator imobiliar din Egipt și administrator al programului de Orașe Noi. Acolo a coordonat proiecte-cheie precum noua Capitală Administrativă.

### Prim-ministru interimar
În noiembrie 2017, Madbouly a fost numit prim-ministru interimar, după plecarea lui Sherif Ismail în Germania pentru tratament medical.

## Prim-ministru al Egiptului
La 7 iunie 2018, președintele Sisi l-a numit pe Madbouly prim-ministru, înlocuindu-l pe Sherif Ismail, care demisionase în urma realegerii controversate a lui Sisi. La 9 iunie, premierul Madbouly a reorganizat cabinetul Egiptului, înlocuind opt miniștri. În aceeași zi, a fost raportat că Parlamentul egiptean a aprobat noua listă a miniștrilor Cabinetului. La 10 iunie, s-a anunțat că opt femei vor face parte din noul Cabinet, depășind recordul anterior de șase din administrația precedentă. La 13 iunie, s-a relatat că Madbouly a selectat între 13 și 16 miniștri adjuncți și că el și guvernul său urmau să depună jurământul în fața lui Sisi la 14 iunie. Madbouly și cabinetul său au depus jurământul în fața președintelui Sisi la 14 iunie. El și-a păstrat și funcția de ministru al locuințelor. S-a raportat că guvernul urma să prezinte declarația sa de politică pe 23 iunie, însă purtătorul de cuvânt al Parlamentului, Salah Hassaballah, a declarat că aceste informații sunt incorecte. La 23 iunie, Hassaballah a precizat că, deși nu fusese stabilită o dată oficială pentru prezentarea declarației de politică în Parlament, se aștepta ca guvernul Madbouly să o prezinte în săptămâna următoare, dar că nu a reușit să o finalizeze până la data planificată. La 30 iunie s-a anunțat că Madbouly urma să prezinte declarația de politică pe 3 iulie, pentru a respecta termenul constituțional de 20 de zile de la formarea Cabinetului.
La 3 iulie 2018, Madbouly și-a prezentat oficial declarația de politică în fața parlamentului egiptean. În această declarație, el a afirmat că 85% din programul său de reformă economică fusese deja realizat. Declarația a fost apoi transmisă unei comisii parlamentare prezidate de un vicepreședinte al Camerei, urmând ca ulterior să aibă loc un vot de încredere. Articolul 146 din constituție stipulează că un prim-ministru nou numit trebuie să prezinte o declarație de politică în fața parlamentului, urmată de un vot al deputaților asupra acesteia, proces care trebuie finalizat în termen de 30 de zile. La 11 iulie 2018, prim-vicepreședintele parlamentului egiptean, Al-Sayed Al-Sherif, care a condus comisia parlamentară însărcinată cu revizuirea declarației lui Madbouly, a anunțat că revizuirea fusese finalizată și că s-a recomandat un vot de încredere favorabil pentru data de 15 iulie. La 25 iulie 2018, la zece zile după data planificată, parlamentul egiptean a aprobat atât cabinetul lui Madbouly, cât și declarația sa de politică printr-un vot de încredere.